# كارولين جارفيس
كارولين جارفيس هي صحفية كندية، ولدت في 20 يوليو 1979 في North York ‏ في كندا.